# Gaston Esnault
Gaston Esnault  (* 31. Oktober 1874 in Brest; † September 1971) war ein französischer Romanist und Keltologe.

## Leben und Werk
Gaston Esnault, Neffe des Argotforschers Robert Yve-Plessis, besuchte Schulen in Brest, Rennes und Paris (Lycée Charlemagne). Er studierte in Paris mit Abschlüssen 1897 (Licence de philosophie) und 1909 (Agrégation de grammaire). Als Gymnasiallehrer wirkte er in Châtillon, Compiègne, Alençon, Nantes und schließlich in Paris in den Lycées Charles Rollin und Janson-de-Sailly.  Er promovierte über L’imagination populaire. Métaphores occidentales. Essai sur les valeurs imaginatives concrètes du français parlé en Basse-Bretagne comparé avec les patois, parlers techniques et argots français (Paris 1925).

## Weitere Werke

### Argotforschung
- Robert Yve-Plessis, Bibliographie raisonnée de l’argot et de la langue verte en France du XVe au XXe siècle, préface de Gaston Esnault, Paris 1901, 16, 173 S.
- Le poilu tel qu’il se parle. Dictionnaire des termes populaires récents et neuf employés aux armées en 1914–1918, étudiés dans leur étymologie, leur développement et leur usage, Paris 1919, Genf 1971 (610 Seiten)
- Dictionnaire historique des argots français, Paris 1965

### Bretonisch
- Danvez geriadur. Matériaux pour compléter les dictionnaires français-breton, Quimper 1913, 48 S.
- (Hrsg.) La Vie et les œuvres comiques de Claude-Marie le Laé (1745–1791). Edition critique d'après les manuscrits autographes inédits, commentaire et traduction, Paris 1921